# Vintervägtjärnen (Stensele socken, Lappland, 726826-153356)
Vintervägtjärnen är en sjö i Storumans kommun i Lappland och ingår i Umeälvens huvudavrinningsområde.